# Вдовичка білочерева
Вдовичка білочерева (Vidua macroura) — вид горобцеподібних птахів родини вдовичкових (Viduidae).

## Поширення
Вид досить поширений в Субсахарській Африці, за винятком спекотних пустель. Завезений в Пуерто-Рико, Сінгапур та Каліфорнію. Живе у саванах та лісах міомбо.

## Опис
Дрібний птах, завдовжки 11-12 см, вагою 12-19 г. Розмах крил до 20 см. Це стрункий на вигляд птах, із закругленою головою, міцним і конічним дзьобом, загостреними крилами та хвостом з квадратним закінченням. 
У самців голова, спина, крила та хвіст чорні, лише криючі крил білі. У шлюбний період чотири центральних пір'їни хвоста стають довгими та стрічкоподібними, виростаючи до 30-32 см завдовжки. Щоки, сторони шиї, горло, груди та черево білі. У самиць оперення коричневе, світліше на нижніх частинах тіла, з чорними смугами на голові, спині та крилах. Дві чорні смуги проходять через очі, ще дві - від лоба до потилиці. У обох статей очі коричневого кольору, а дзьоб і ноги у самиць рожево-сірі та червоні у самців, яскравіші в період спаровування.

## Спосіб життя
Поза сезоном розмноження трапляється у змішаних зграях з астрильдовими і ткачиковими. Живиться насінням трав, яке збирає на землі. Рідше поїдає ягоди, дрібні плоди, квіти, комах.

## Розмноження

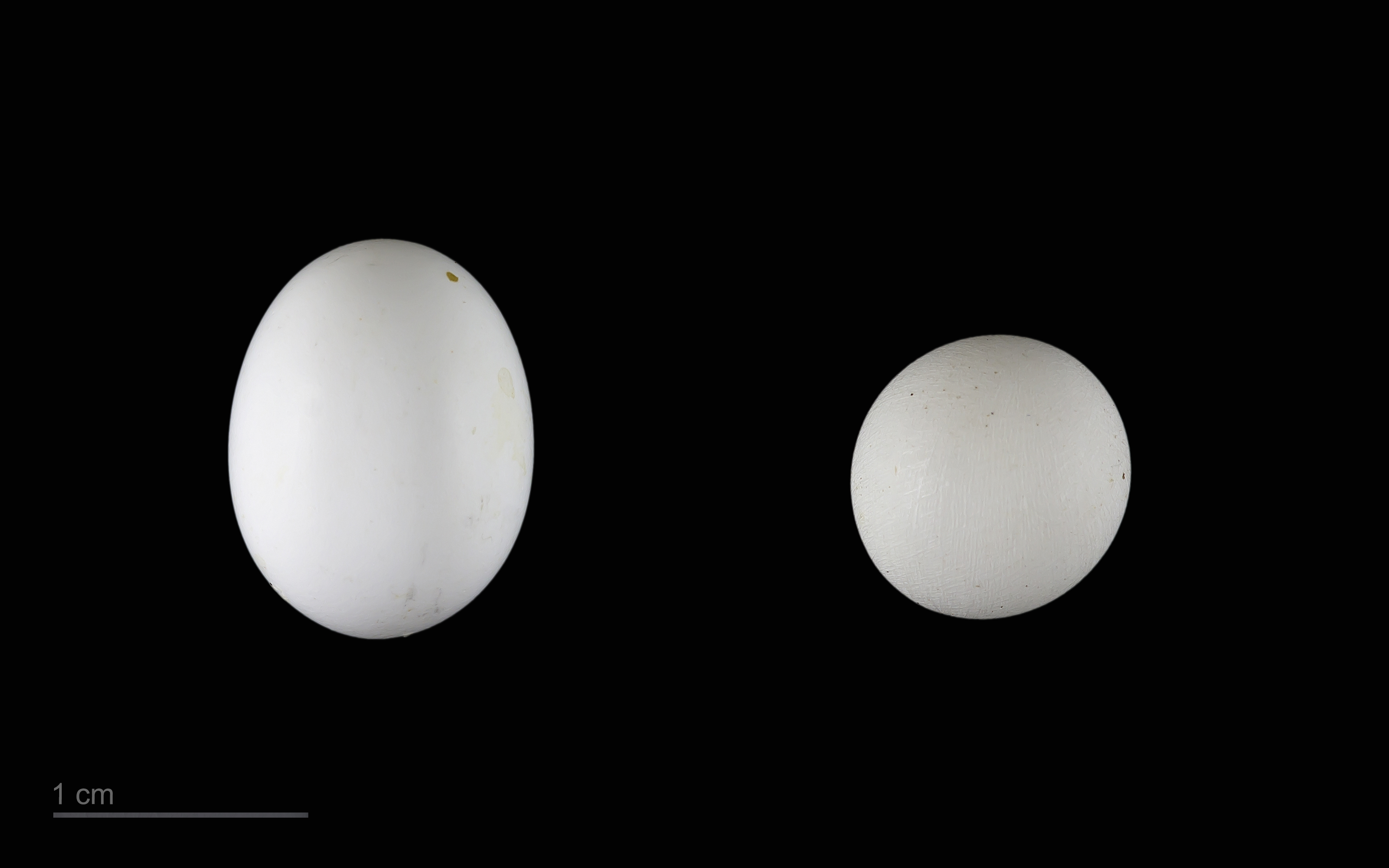
яйце Vidua macroura + Lonchura cucullata - Тулузький музей

Сезон розмноження збігається з завершальною фазою сезону дощів і триває з липня по вересень. Гніздовий паразит. Підкладає свої яйця у гнізда різних видів астрильдів (загалом відомо 24 види птахів-господарів). За сезон самиці відкладають 2-4 яйця. Пташенята вилуплюються приблизно через два тижні після відкладення: вони народжуються сліпими і немічними. Вони мають мітки на сторонах рота і горла, ідентичні тим, як у пташенят астрильдів, внаслідок чого їх не можна відрізнити. Пташенята ростуть разом з пташенятами прийомних птахів, слідуючи їхньому циклу росту. Вони залишають гніздо через три тижні після вилуплення, але незалежними стають до півторамісячного віку. Часто ці пташенята залишаються у зграї своїх прийомних батьків.